# Baseballowy Klub Sportowy Rawa Katowice
BKS Rawa Katowice – polski klub baseballowy z siedzibą w Katowicach, od 2024 roku występujący w Ekstralidze baseballu.

## Historia

### Założenie klubu
Oficjalne narodziny klubu datuje się na 10 września 2006 roku. Tego dnia odbyło się zebranie założycielskie powołujące Baseballowy Klub Sportowy Rawa Katowice do życia.
Pierwszy meczem w historii klubu było spotkanie z Gepardami Żory (2:28, 14.04.2007, Żory).
Najważniejszym wydarzeniem w sezonie 2007 był mecz z Gepardami Żory rozegrany na boisku przeciwników w Żorach 14.04.2007. Rawa poniosła porażkę 2:28 z wicemistrzami Polski sezonu 2007.
W sezonie 2009 otwarta została sekcja softballu (damskiej odmiany baseballu), której działalność została zawieszona do 2013 roku.
Rok 2012 był przełomowy dla zespołu, ponieważ po raz pierwszy Rawa Katowice wzięła udział w rozgrywkach ligowych. Z inicjatywy śląskich klubów powstała lokalna liga towarzyska pod oficjalną nazwą „Śląska Liga Baseballu”. W skład rozgrywek weszły cztery drużyny z województwa śląskiego: BKS Rawa Katowice, Silesia Rybnik, Gepardy Żory oraz MKS Jastrząb Jastrzębie-Zdrój oraz gościnnie dwie drużyny z innych województw: Kings Kraków oraz Grabarze Skarbimierz. Rawa rozegrała dziesięć spotkań, z czego aż sześć w roli gospodarza. Drużynie udało się wygrać trzy spotkania, co zapewniło czwarte miejsce w tabeli.
Sezon Śląskiej Ligi Baseballu w roku 2013 zakończył się dla zawodników Rawy sukcesem. Drużyna ze stolicy Górnego Śląska zdobyła trzecie miejsce w lokalnych rozgrywkach, ulegając jedynie Silesii Rybnik oraz drużynie Klasik Frydek-Mistek.

W 2013 roku swoje pierwsze mecze rozegrała nowo utworzona drużyna softballu. Młode rawianki rozegrały 3 mecze z drużynami Stal Kutno, Warsaw Diamonds i Hrabiny Wrocław.

### Sezon 2014
Rawa Katowice wystartowała w tym roku po raz pierwszy w oficjalnych rozgrywkach Polskiego Związku Baseballu i Softballu. Równolegle z rozpoczęciem treningów kadra trenerska klubu przeszła kursy trenerskie we Wrocławiu, wzbogacając drużynę o czterech licencjonowanych trenerów. Katowiczanie zgłoszeni zostali do 1 Ligi, czyli drugiego poziomu rozgrywkowego w Polsce. Rozgrywki podzielone zostały na dwie grupy, w których rywalizować miały ze sobą po trzy drużyny. Razem z baseballistami Rawy o awans do fazy finałowej 1 ligi walczyły zespoły Defenders Częstochowa oraz Gepardy II Żory. Po rozegraniu wszystkich 12 spotkań sezonu zasadniczego Rawiacy zwyciężyli w grupie południowej i uzyskali awans do fazy playoff, której stawką był awans do najwyższej klasy rozgrywkowej. Turniej finałowy rozgrywany w Miejskiej Górce nie wyszedł najlepiej podopiecznym Michała Glumińskiego, którzy przegrali spotkania z miejscowymi Demonami oraz Feniksami Warszawa odpowiednio 2:12 i 0:12.
Rawa po raz pierwszy startuje w Pucharze Polski.
Klub otworzył pierwsze sekcje baseballowe dla dzieci. Zostały utworzone 2 drużyny baseballowe dla dzieci w wieku od 6 do 9 lat, w Piotrowicach i w Bogucicach. 

### Sezon 2015
Kadra szkoleniowa klubu wzbogaca się o kolejnych czterech licencjonowanych trenerów PZBall. Rawa Katowice po raz drugi startuje w I lidze.

## Sukcesy

### Trofea krajowe
- I Liga

  -  II miejsce: 2017
  -  III miejsce: 2014

## Boisko
Kompleks sportowy MOSiR Asnyka
Boisko do baseballu oraz softballu, które użytkuje Rawa Katowice jest częścią kompleksu sportowego MOSiR Asnyka zlokalizowanego przy ul. Asnyka 27 w Katowicach.